# El Meridj
El Meridj (em árabe: المريج) é uma comuna localizada na província de Tébessa, Argélia. Sua população estimada em 2008 era de 11 713 habitantes.